# Saint-Symphorien-d'Ancelles
 Saint-Symphorien-d'Ancelles  es una población y comuna francesa, en la región de Borgoña, departamento de Saona y Loira, en el distrito de Mâcon y cantón de La Chapelle-de-Guinchay.

## Demografía
| 858 | 890 | 736 | 831 | 793 | 879 |
| Para los censos de 1962 a 1999 la población legal corresponde a la población sin duplicidades (Fuente: INSEE [Consultar]) |     |     |     |     |     |